# Semiothisa idriasaria
Semiothisa idriasaria är en fjärilsart som beskrevs av Walker 1860. Semiothisa idriasaria ingår i släktet Semiothisa och familjen mätare. Inga underarter finns listade i Catalogue of Life.